# Wilhelm Kandler

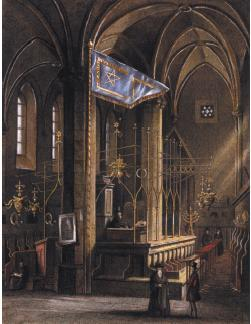
Interieur der Altneu-Synagoge in Prag (1838)

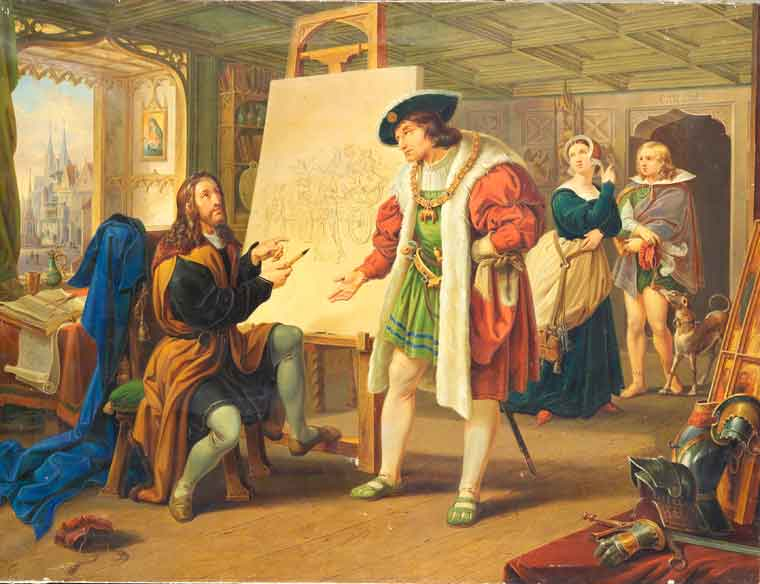
Kaiser Maximilian I. im Atelier von Albrecht Dürer in Nürnberg (1841)

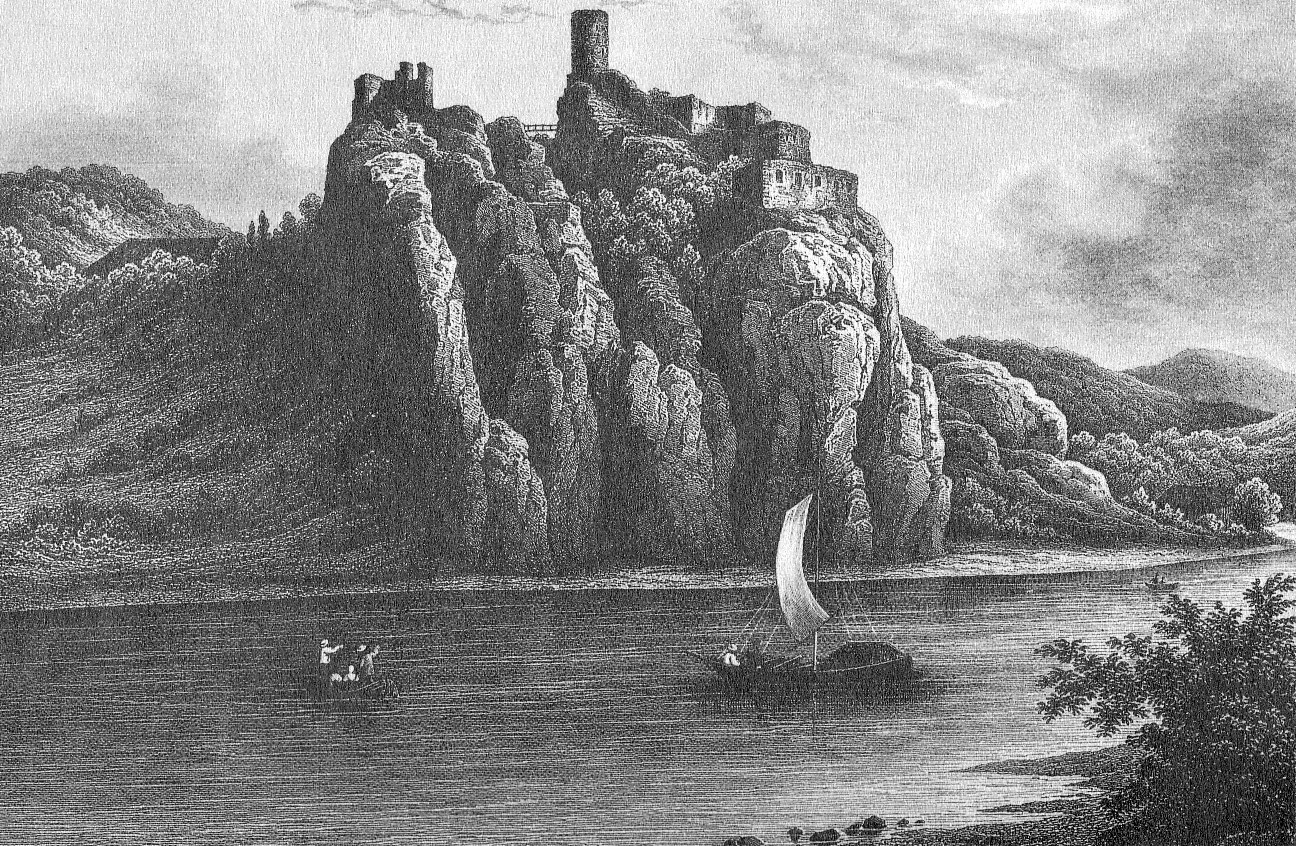
Ansicht der Burg Schreckenstein, Stahlstich nach Zeichnung von Kandler (um 1850)

Wilhelm Kandler (tschechisch Vilém Kandler; * 28. Februar 1816 in Kratzau; † 18. Mai 1896 in Prag) war ein böhmischer Maler und Autor.

## Leben
Kandler war ein Sohn des Goldstaffierers und Malers Michael Kandler. Bereits in der Kindheit zeigte sich sein zeichnerisches Talent. Da es dem Vater in der Kleinstadt Kratzau nur schlecht gelang, genügend Aufträge zum Unterhalt seiner großen Familie zu erhalten, plante er, nach Polen auszuwandern. Von einer Reise nach Warschau, wo er 1823 in seinem Vorhaben durch Großfürst Konstantin Pawlowitsch Romanow unterstützt wurde und zu seiner Existenzgründung in Kalisch einen Vorschuss von 700 Rubeln erhalten hatte, kehrte der Vater schwerkrank zurück, so dass die Auswanderung hinfällig wurde. 1824 zog die Familie nach Komotau. Im Jahre 1827 erfolgte ein erneuter Umzug nach Saaz, wo der Vater eine Anstellung als Zeichenlehrer an der neuen Stadtschule erhielt. Nachdem Michael Kandler erkannt hatte, dass er selbst nur noch wenig zur weiteren künstlerischen Ausbildung seines Sohnes beitragen konnte, stellte er Wilhelm 1830 dem ihm aus Kratzau bekannten Maler Joseph von Führich vor, der sich für Wilhelms Aufnahme an der Prager Kunstakademie einsetzte. Im selben Jahre zog die Familie Kandler von Saaz nach Prag. 1834 hatte sich der Gesundheitszustand des Vaters soweit verschlechtert, dass er kaum noch in der Lage war, Aufträge zu erledigen. Wilhelm Kandler musste dadurch seine Ausbildung an der Kunstakademie abbrechen. Um der Familie eine Existenzgrundlage zu verschaffen, suchte Michael Kandler um Anstellung seines Sohnes als Musterzeichner in einer Kattunfabrik. In dieser Zeit bestellte der Pater Franz Hocke, der von der Notlage der Familie und dem Talent Wilhelm Kandlers erfahren hatte, bei diesem ein Bild für die Kirche in Kozel. Die erfolgreiche Erledigung des Auftrages verschaffte Wilhelm Kandler Aufträge von Kunsthändlern für Landschaftsbilder, außerdem bestellte der Buchdrucker Gottlieb Haase bei ihm für sein Panorama des Universums Zeichnungen für religiöse Bilder. Ebenfalls im Auftrag Haases zeichnete Kandler ein Panorama von Prag, das danach durch Jacob Hyrtl gestochen wurde. Zusammen mit Karl Würbs schuf Wilhelm Kandler weitere Ansichten von Prag sowie Gedenkblätter an die Krönungsfeier von Ferdinand I. und Maria Anna. Die damit verbundenen Einkünfte ermöglichten Wilhelm Kandler auch die Fortsetzung seines Studiums an der Kunstakademie. Für seine Kompositionen und Modellstudien erhielt Kandler mehrere Preise. Nach dem Tode des Vaters wurde Wilhelm Kandler am 1. März 1837 zum Ernährer seiner großen Familie.
Auf Initiative von Eduard Gurk wurde Kandler von der Gesellschaft patriotischer Kunstfreunde zusammen mit Anton Lhota mit der Kopierung der aus der karolinischen Zeit stammenden Temperabilder der Legenden der Landespatrone Wenzel und Ludmilla im Treppenhause des großen Turmes der Burg Karlstein beauftragt. Unter Gurks Leitung restaurierten und vervollständigten Kandler und Lhota auch die Mosaikbilder im Veitsdom. Mit der im Zuge der Errichtung des Kreuzweges am Laurenziberg nach Entwürfen von Führich und der Ausmalung der Stationskapellen durch Münchner Maler wurde in Prag die seit den Josephinischen Reformen in Vergessenheit geratene Freskenmalerei wiederbelebt. Wilhelm Kandler wurde daraufhin für eine Ausbildung zum Freskenmaler bei Johann Baptist Müller und Josef Holzmaier ausgewählt und nach deren Abschluss mit der Ausmalung der St.-Raphael-Kapelle der von Alois Klar gegründeten Versorgungs- und Beschäftigungsanstalt für erwachsene Blinde beauftragt. Nach Abschluss der zweijährigen Arbeit bewarb sich Kandler um die Leitung der Klarschen Künstlerstiftung, die jedoch Emanuel Max übertragen wurde. Zu Beginn der 1840er Jahre wurde Kandler schließlich als zweiter Nachfolger von Max zum Leiter der Künstlerstiftung berufen. Im August 1843 trat Kandler eine Reise nach Rom an, dabei lernte er in Venedig Caspar Scheuren kennen. Auf seinem weiteren Reiseweg über Padua, Bologna und Florenz traf er sich noch mit den Malern Heinrich Stohl und Amilcare Daverio sowie den Architekten Franz Krüger und Friedrich Eugen Schuback. Friedrich August Stache und der Pensionär Karl Mayer ermöglichten Kandlers Studienaufenthalt in Rom, der Botschafter Rudolph Graf von Lützow gewährte ihm kostenfreies Studium und Logis im Gesandtschaftshotel. Im Rom knüpfte Kandler Kontakte mit Friedrich Overbeck, Wilhelm Achtermann, Gebhard Flatz, August Ahlborn und Johann Martin von Wagner. Über den Kupferstecher Joseph von Keller knüpfte Kandler Kontakte zu Emil Braun, der ihm später zahlreiche Aufträge zukommen ließ. Für den Entwurf zu einem Stich von Michelangelos Sixtinische Kapelle, reiste Kandler nach Neapel und suchte die Bourbonische Galerie auf, wo er Marcello Venustis Bildnis als Ausgangsgrundlage nahm. Kandler erlebte in Rom nach 1848 die Zeiten des Aufruhrs, die Schändung des österreichischen Gesandtschaftshotels, die Ermordung von Pellegrino Rossi, die Flucht und Rückkehr des Papstes Pius IX., die Belagerung und Eroberung Roms durch die Franzosen, die Aufrichtung des österreichischen Wappens am 21. März 1850, welches wie jenes des Papstes Pius IX., von Kandler gemalt wurde.
Diese Ereignisse beschrieb Kandler in Auszügen in einem in der Libussa 1859 und 1860 veröffentlichten Tagebuch. Nach sieben erfolgreichen Studienjahren in Rom kehrte Kandler 1850 nach Österreich-Ungarn zurück und konnte im Juni 1850 seine Gemälde im kleinen Redoutensaal der kaiserlichen Hofburg präsentieren. In Wien verbrachte er einige Monate, danach ging er nach Prag, wo er seine Werke im Waldstein-Palais in einer Benefizausstellung zugunsten des Militär-Spitals Karlsbad präsentierte.
Trotz der allgemeinen Anerkennung seiner Bilder blieb seine Auftragslage in Prag schlecht, so dass Kandler seine Rückkehr nach Rom plante. Dies änderte sich, als Ferdinand I. bei einem Besuch von Kandlers Ausstellung in Prag die beiden großen Gemälde Gregor IX. und Jacob Molai erwarb und den Künstler mit den Plänen für die Restaurierung der Schlosskapelle in Reichstadt beauftragte. Der ehemalige Kaiser war von Kandlers Entwürfen angetan und betraute ihn auch mit der Ausführung. Anschließend erhielt Kandler zahlreiche Aufträge für Freskomalereien und Gemälde, so dass er von seinem künstlerischen Schaffen in Prag gut leben konnte.
Kandler war hauptsächlich als Kirchenmaler tätig, er widmete sich jedoch auch der Profangeschichts-, der Genre- und der Landschaftsmalerei sowie der Architektur. Seine Gemälde fertigte er in Aquarell, Gouache, Fresco und Ölfarben. Daneben schrieb er eine Reihe von Aufsätzen für das Taschenbuch Libussa.

## Werke (Auswahl)
- Loths Flucht aus Sodoma
- Die Predigt des hl. Prokop, für die Kirche in Kozel
- Fresken Die Heilige Familie, Auffindung des hl. Iwan durch den böhmischen Herzog Udalrich, Kuppelbild Gott Vater im Momente der Schöpfung des Lichts von Engeln umgeben, Hauptbild Christus nebst einigen Heiligen, Die drei Evangelisten Lucas, Marcus und Johannes, Die vier Engel, die Elemente im Dienste der Kirche symbolisierend, St.-Raphaels-Kapelle der Klarschen Versorgungs- und Beschäftigungsanstalt für erwachsene Blinde in Prag
- Herzog Spitignew hält vor dem Stadtthore Prags Gericht, angekauft vom Grafen Desfours-Wallsee
- Die hl. Katharina von Siena, Altarbild für die Stadt Jindřichův Hradec (Rom 1844, 1848 vollendet)
- Die hl. Dreifaltigkeit, Altarbild für die Pfarrkirche in Nadějkov bei Tábor (Rom 1844, beendet 1847)
- Der Prophet Jonas hält in Ninive vor König und Volk die Strafpredigt (Rom 1844)
- Christus in Emaus, angekauft vom Kurarzt Eduard Hlawaček aus Karlsbad
- Wandcartons Die hl. Dreifaltigkeit mit Engelchören, Bořiwoj wird von den Slavenaposteln Cyrill und Method getauft, Die Gnadenmutter von den böhmischen Landespatronen und Engeln umgeben, Der Märtyrertod des hl. Wenzel, als Entwürfe zu Freskobildern, für die Taufkapelle in der Prager Teynkirche (Rom 1841).
- Papst Gregor IX. an der Spitze seiner Kardinäle tritt 1240 den Empörern entgegen und bewältigt durch seine Erscheinung die aufrührerischen Volksmassen
- Jacob Molai, umgeben von seinen gefesselten Ordensdignitären, verteidigt sich vor den königlichen Richtern und Kardinälen, Seitenstück zu Gregor IX. (Rom 1847)
- Der hl. Joseph mit dem Christuskinde, Altarbild für die Kirche zu Kratzau, geschaffen als Votivbild für das erlangte Stipendium (Rom 1847).
- Der hl. Adalbert, für die Kirche zu Skalsko, im Auftrage der Fürstin Isabella von Thurn und Taxis (Rom 1847, 1848 vollendet)
- Der hl. Petrus dem Paulus vor Rom begegnend, Kaiser Rudolf von Habsburg zu seinem Grabe nach Speyer reitend, Entwürfe zu großen Ölgemälden
- Karl IV. von Böhmen entdeckt den nach ihm benannten Karlsbader Sprudel, mit lebensgroßen Figuren (Rom 1849)
- Panorama der Belagerung von Rom, von dem Punkte des Angriffes durch die Franzosen (Rom 1849), im Auftrage des Buchhändlers Josef Spithöver, Zeichnung und Radierung in Kupfer
- Der hl. Ägydius, Der hl. Johannes der Täufer, Madonna, Altarbilder für die Kirche zu Strmilov, im Auftrage der kaiserlichen Regierung (vollendet in Prag 1852)
- Restaurierung der Schlosskapelle Zákupy, Pläne und Ausführung
- Wand- und Deckengemälde im Schloss Zákupy (zusammen mit Josef Navrátil)
- Der hl. Johannes Evangelist, Die hl. Maria, Altarflügelbilder im Goldgrund, Plastische Bild des Erlösers am Kreuze für die protestantische St. Johanneskirche in Stralsund
- Die Himmelfahrt Mariä, Seitenaltarbild für die neuerbaute katholische Kirche in Moskau
- Fresken Gott Vater mit dem heiligen Geiste und verehrenden Engeln (Kuppelbild), Die hl. Helena, Der hl. Konstantin (Wandbilder), Kirche in Františkovy Lázně
- Fresken Gott Vater mit dem heiligen Geist und den anbetenden Engeln (Kuppelbild), Die vier Evangelisten (Wandbilder im Goldgrund), Kapelle des Militärhospitals in Karlsbad
- Die Austria, Mittelschild am Plafond des Speisesaales im Militärspital Karlsbad
- Kuppelfreske Die Madonna mit dem Jesuskinde und einem Engelchor, Hochaltarbild Der hl. Karolus Borromäus vor dem Kreuze eine Predigt zur Pestzeit in Mailand haltend, in der neuen Karoluskapelle der Barmherzigen Schwestern zu Prag
- Die Himmelfahrt Mariä, Hochaltarbild für die Propsteikirche in Jindřichův Hradec
- Fresken Die vier Momente aus der Tätigkeit des Gendarmen in seinem aufopfernden Berufe (Rettung aus Feuers- und Wassergefahr, Rettung einer armen Frau im Winter, Kampf mit Straßenräubern) sowie Porträts der Gründer der Gendarmerie Fürst Felix von Schwarzenberg, Freiherr von Kempen und Freiherr von Kronenberg im Schulsaal des k. k. Gendarmeriegebäudes in Prag
- dreijährige Restaurierung des Innern der Hofburgkapelle in Prag. Kandler schuf dabei einen Bilderzyklus in Beziehung zum Hochaltarbilde. Der Plafond zeigt Die Sintflut, Das Opfer Noahs und die Gesetzgebung Moses auf dem Sinai. Unter dem Plafond auf den Pilastern der Kapelle in Nischen entstanden Zehn alttestamentliche Gestalten, an den Logen in den Füllungen, grau in grau gemalt Fünf Darstellungen aus dem Leben des Heilands, die Apostelfürsten Petrus und Paulus, die Vier Evangelisten, sowie die Vier Kirchenlehrer, in deren Mitte die allegorische Gestalt der Mutterkirche thront. Über der kaiserlichen Loge malte Kandler chiaroscuro Die hll. Anna und Joachim und neben der Kanzel Moses und Elias
- Christus am Kreuze, Votivbild für den Schulsaal der Komotauer Musterhauptschule
- Der hl. Jakob, Der Erlöser den Segen erteilend, für die Kirche St. Jakob in Žatec
- Entwürfe zu den Freskogemälden für die Seitenkapellen der Stiftskirche Tepl
- Entwurf des reich ornamentierten gotischen Kanzelhutes, ausgeführt von Schmidt und Heidelberger in Prag
- Hauptaltarbild der Pfarrkirche des hl. Wenzel in Machov
- Altarbilder der hll. Antonius von Padua (Hauptaltar) und Wenzel (Seitenaltar) in der Pfarrkirche von Göhren, 1870 (nicht erhalten)
- Das Liebotschaner Tor in Saaz, siehe Commons:Category:Libočanská_branka
- Mariä Krönung, Hochaltarbild der gleichnamigen Klosterkirche des ehemaligen Kapuzinerkloster in Saaz/Žatec

## Aufsätze
- Aeneas Sylvius und die Piccolomini in Böhmen mit der gestochenen Ansicht des Altarbildes der Neuhauser Propsteikirche Sta. Katharina von Siena. In: Libussa, Jahrgang 1853
- Die antiken Wasserleitungen der Campagna von Rom. In: Libussa, Jahrgang 1854
- Der Carneval in Rom (mit einem Stahlstich C. Mayer’s nach Kandlers Bild). In: Libussa, Jahrgang 1855
- Die Octoberfeste und Raffaels Landhaus in der Villa Borghese zu Rom. In: Libussa, Jahrgang 1857
- Die alte Marienstatue in der Stadt Neuhaus. In: Libussa, Jahrgang 1858
- Die Briefe Kandlers aus Rom aus den Jahren 1844–1850, reich an Personalien und historischen höchst interessanten Details. In: Libussa, Jahrgänge 1859–1860